# Поронін
Поронін (пол. Poronin) — село в Польщі, у гміні Поронін Татранського повіту Малопольського воєводства.
Населення — 4226 осіб (2011).
У 1975-1998 роках село належало до Новосондецького воєводства.

## Демографія
Демографічна структура станом на 31 березня 2011 року:
|          | Загалом | Допрацездатний вік | Працездатний вік | Постпрацездатний вік |
| -------- | ------- | ------------------ | ---------------- | -------------------- |
| Чоловіки | 2065    | 508                | 1392             | 165                  |
| Жінки    | 2161    | 442                | 1291             | 428                  |
| Разом    | 4226    | 950                | 2683             | 593                  |